# Акыниязов, Эсен
Эсен Акыниязов (1932 год, Иолотанский район, Туркменская ССР) — тракторист колхоза «Победа» Иолотанского района, Туркменская ССР. Герой Социалистического Труда (1966).

## Биография
Родился в 1932 году в крестьянской семье в одном из сельских населённых пунктов Иолотанского района (сегодня — Ёлётенский этрап).
Окончил местную сельскую школу. До призыва на срочную службу в Советскую Армию трудился местном колхозе «Победа» Иолотанского района. После армии возвратился в родной колхоз, где стал трудиться трактористом.
С середины 1950-х годов трудился на колёсном тракторе Т-28 «Владимирец» в бригаде № 3 этого же колхоза. Ежегодно показывал высокие трудовые результаты, распахивая до тысячи гектаров пахотной земли. Досрочно выполнил личные социалистические обязательства и производственные задания Семилетки (1959—1965). Указом Президиума Верховного Совета СССР от 30 апреля 1966 года удостоен звания Героя Социалистического Труда за «достигнутые успехи в развитии животноводства, увеличении производства и заготовок мяса, молока, яиц, шерсти и другой продукции» с вручением ордена Ленина и золотой медали «Серп и Молот» (№ 10808).
Проживал в Иолотанском районе (в селении колхоза «Победа»). Дата смерти не установлена.